# Istocheta nudioculata
Istocheta nudioculata är en tvåvingeart som beskrevs av Macquart 1855. Istocheta nudioculata ingår i släktet Istocheta och familjen parasitflugor.
Artens utbredningsområde är Belgien. Inga underarter finns listade i Catalogue of Life.